# Карасёв, Макар Дмитриевич
Макар Дмитриевич Карасёв (1916—1978) — физик, доктор физико-математических наук, профессор физического факультета МГУ.

## Биография
Родился 28 августа 1916 года в Донецке. Окончил физический факультет МГУ (1940). После окончания учёбы был оставлен в аспирантуре физического факультета.
Незадолго до Великой Отечественной войны и в самом её начале по поручению Наркомата Обороны на кафедре физики колебаний аспирант Карасёв вёл работу по созданию прибора для слепой посадки самолётов, позволяющему осуществлять ночную посадку и взлёт самолетов. Карасёв участвовал в расчётах и конструировании тренировочного прибора слепой посадки, а летом 1941 года уже руководил производством серии этих приборов, получивших условное название «Ночь-1».
Успешно завершив эту работу, Карасёв, не подлежащий по инвалидности призыву в армию (у него с детства был протез ноги), прерывает учебу в аспирантуре физического факультета и поступает на работу в Ленинградскую военно-воздушную академию в должности преподавателя, где участвовал в оборонной научно-исследовательской работе (1941–1944).
В 1944 году Карасёв был отозван для участия в научно-исследовательских работах Академии наук в области радиофизики. Им были получены важнейшие результаты в области акустического шума и вибрации двигателей самолета. Результатом исследования явилось создание  прибора, предупреждающего пилота об опасных режимах работы поршневых двигателей, используемых в то время в авиации. Советские пилоты получили прибор, подобного которому в то время не было в других странах. Возможность контроля состояния авиационных двигателей при помощи прибора позволила увеличить дальность полета бомбардировщиков на 25%.
Кандидат физико-математических наук (1948). Доктор физико-математических наук (1968). Тема докторской диссертации «Исследование поверхностных электромагнитных волн и изучение колебательных процессов в системах с активными и реактивными нелинейностями».
Профессор кафедры теории колебаний физического факультета (1968–1978). Председатель Объединённого профсоюзного комитета МГУ (1962–1964).
Область научных интересов: теория параметрических взаимодействий в колебательных системах с нелинейными реактивными параметрами, теория и экспериментальные исследования поверхностных электромагнитных волн.
Умер 14 ноября 1978 года в Москве. Похоронен на Даниловском кладбище.